# Act a Fool (песня Лил Джона)
«Act a Fool» — второй сингл с альбома Crunk Rock рэпера Лил Джона. Он был записан совместно с Three 6 Mafia. Музыка к композиции была написана Лил Джоном и панк-рок-группой Whole Wheat Bread. Трек впервые появился на Lil Jon’s MySpace в Хэллоуин, и в первый же день был прослушан около 580 000 раз. На iTunes он появился только спустя несколько дней после MySpace.
Песня достигла #91 строки в Hot R&B/Hip-Hop Songs.